# Johann Paul Ernst Greverus
Johann Paul Ernst Greverus (* 12. August 1789 in Strückhausen; † 15. August 1859 in Oldenburg) war ein deutscher Schriftsteller und Pädagoge.

## Leben
Johann Paul Ernst Greverus war ein Sohn des Predigers Johann Paul Greverus (1745–1799), der in Strückhausen tätig war. Er erhielt die ersten Unterweisungen von Hauslehrern und absolvierte daraufhin das Gymnasium in Oldenburg. Zu Ostern 1808 bezog er zum Studium der Theologie und Philologie zunächst die Universität Jena sowie zwei Jahre später die Hochschule in Göttingen. Daraufhin  trat er, durch die französische Okkupation an der Rückkehr in sein Vaterland gehindert, um das Neujahr 1811 die Stelle eines ersten Lehrers an der höheren Mädchenschule in Hannoversch-Münden an. 1813 übernahm er die Direktion einer gut besuchten Privatlehranstalt für Knaben in Bremen. Zu Ostern 1815 gab er diese Stelle auf und machte als Freiwilliger den letzten Kriegszug gegen Napoleon Bonaparte mit.
Da es ihm nach der Heimkehr an einer passenden Anstellung als Pädagoge fehlte, lebte Greverus längere Zeit in Paris und bereiste das südliche Frankreich, Oberitalien und die Schweiz. Dann privatisierte er mehrere Jahre beim befreundeten Landprediger Friedrich Georg Althaus im Fürstentum Lippe und trieb philologische Studien. Im Sommer 1819 berief ihn die Fürstin Pauline zur Lippe zum Rektor des Gymnasiums in Lemgo. Bei seinem Antritt des Rektorats schrieb er das Programm Ars educandi ars liberalis (Lemgo 1819). Im Juni 1827 wurde er als Nachfolger von Friedrich Reinhard Ricklefs zum Rektor und Professor des Gymnasiums in Oldenburg ernannt. Er führte einen verbindlichen Lehrplan mit einer fixen Anzahl von Pflichtfächern ein und entwickelte die von ihm geleitete Lehranstalt zu einem humanistischen Gymnasium.
Gern  unternahm Greverus Reisen und benutzte die Ferien zu wiederholten Ausflügen nach England, Nordfrankreich, Dänemark und Schweden. Von Weihnachten 1837 bis zum Michaelistag 1838 bereiste er fast neun Monate lang Süditalien und Griechenland  und schilderte diese Tour in der Schrift Reiselust in Ideen und Bildern aus Italien und Griechenland (2 Teile, Bremen 1839, 1840). Nach dem Titel muss er engere Verbindungen in Athen angeknüpft haben, denn er nennt sich auch Mitglied der archäologischen Gesellschaft in Athen.
Greverus wirkte 27 Jahre am Oldenburger Gymnasium, bis er wegen seiner Kränklichkeit um Versetzung in den Ruhestand ersuchte. Am 8. April 1854 nahm er in einer stark besuchten öffentlichen Versammlung Abschied von der Anstalt, die er erfolgreich geleitet hatte. Am 15. August 1859 starb er im Alter von 70 Jahren in Oldenburg. Er war zweimal verheiratet gewesen, hatte aber keine Kinder bekommen. Seine aus etwa 3000 Büchern bestehende Bibliothek vermachte er dem Oldenburger Gymnasium.

## Werke
Greverus’ schriftstellerische Tätigkeit war vielseitig. Seine zahlreichen Schulprogramme liefern bald Beiträge zur Erklärung seiner Lieblingsschriftsteller, so der klassischen Autoren Theokrit, Euripides und Tacitus, bald haben sie das von ihm als Studium auch in den Schulen empfohlene Angelsächsische zum Gegenstand. Daneben erscheinen Ideen über den ersten Unterricht in der lateinischen Sprache, eine Würdigung von Klopstocks Messias und eine Charakteristik von Shakespeares Romeo und Julia. Seine theokritischen Studien fasste er zusammen in der Schrift Zur Würdigung, Erklärung und Kritik der Idyllen Theocrits, nebst einigen ausführlichen Abhandlungen über das Leben Theocrit’s (Oldenburg 1845).
Von seinen Schulreden und Ansprachen sind manche besonders gedruckt; eine Auswahl davon hat er als Schulvorträge (1855) herausgegeben. Unter seinen pädagogischen Schriften sind neben kleineren Abhandlungen die Ideen zu einer Revision des gesamten Schulwesens (1836) hervorzuheben. Sein Interesse für die heimatliche Vorgeschichte bekundete er durch den Aufsatz Wildeshausen in alterthümlicher Hinsicht (1837), den er zusammen mit G. W. A. Oldenburg verfasste. Überall zeigt er sich bestrebt, seinen Wahlspruch „Wahrheit, Wärme, Klarheit“ zu betätigen.
In vielen Gelegenheitsschriften verrät sich bei leichter Form ein liebenswürdiger Humor. Unter dem Pseudonym Ernst Greif versuchte sich Greverus auch als Poet; eine Sammlung seiner Jugendgedichte gab er 1827 unter dem Titel Jugendsünden heraus. Die Vermählung seines Freundes Althaus mit einer Tochter des Bischofs Bernhard Dräseke (1819) feierte er durch ein griechisches Epithalamium in theokritischer Manier, das er 1835 mit anderen griechischen Gedichten veröffentlichte. Er gehörte auch zu den Gründern des Literarisch-geselligen Vereins, dessen Mitglied er von 1839 bis 1845 war.